# Триунфу (Риу-Гранди-ду-Сул)
Триунфу (порт. Triunfo) — муниципалитет в Бразилии, входит в штат Риу-Гранди-ду-Сул. Составная часть мезорегиона Агломерация Порту-Алегри. Входит в экономико-статистический микрорегион Сан-Жерониму. Население составляет 23 976 человек на 2007 год. Занимает площадь 823,416 км². Плотность населения — 29,1 чел./км².

## История
Город основан 11 марта 1754 года.

## Статистика
- Валовой внутренний продукт на 2005 год составляет 4 799 641 mil реалов (данные: Бразильский институт географии и статистики).
- Валовой внутренний продукт на душу населения на 2005 год составляет 193 347,00 реалов (данные: Бразильский институт географии и статистики).
- Индекс развития человеческого потенциала на 2000 год составляет 0,788 (данные: Программа развития ООН).

## География
Климат местности: субтропический.